# 田心子 (桃園市大溪區)
田心子，原寫為田心仔，是臺灣桃園市大溪區的一個傳統地域名稱，位於該區中部。相較於今日行政區，其範圍大致包括田心里、一心里、一德里。

## 歷史
台灣清治末期至日治初期，田心子地區為一街庄，稱為「田心仔庄」，隸屬於海山堡。該庄西北隔大漢溪沙洲地與缺仔庄為界，北與大嵙崁街、月眉庄為鄰，東北與石墩庄為鄰，東邊及東南邊為三層庄，西南邊為內柵庄。
1901年（日治明治三十四年）11月，全台設置二十廳，該庄隸屬於桃仔園廳。1903年（明治三十六年），改名桃園廳。1909年（明治四十二年）10月，合併二十廳為十二廳，該庄隸屬不變。1920年（大正九年），廢十二廳改設五州二廳，該庄改制為「田心子」大字，隸屬於新竹州大溪郡大溪街，大字下有「上田心子」、「下田心子」小字名。
戰後大溪街改制為大溪鎮，隸屬於新竹縣，大字亦改制為里。1950年桃、竹、苗分治，大溪鎮改隸屬於桃園縣。2014年12月，桃園縣升格為直轄桃園市，大溪鎮改制為大溪區。

## 交通
省道台7線（復興路一段）俗稱「北部橫貫公路」，是桃園大溪至宜蘭壯圍的幹道，大致以西北—東南走向轉北北東—南南西走向蜿蜒經過田心子地區中部偏北地帶，向西北轉北北東可止於省道台3線路口，向南南西轉南可前往三層、復興，再越過雪山山脈可前往宜蘭縣。

## 學校
- 大溪高中
- 至善高中
- 大溪國中
- 田心國小